# Armodorum
Armodorum é um género botânico pertencente à família das orquídeas (Orchidaceae).